# Sabrina Jaquet
Sabrina Jaquet (La Chaux-de-Fonds, 21 juni 1987) is een Zwitsers badmintonster. Ze nam deel aan de Olympische Spelen 2012 in Londen en in 2016 in Rio de Janeiro.
Jaquet startte op 12-jarige leeftijd met badminton bij de club Chaux-de-Fonds. 